# Juke joint

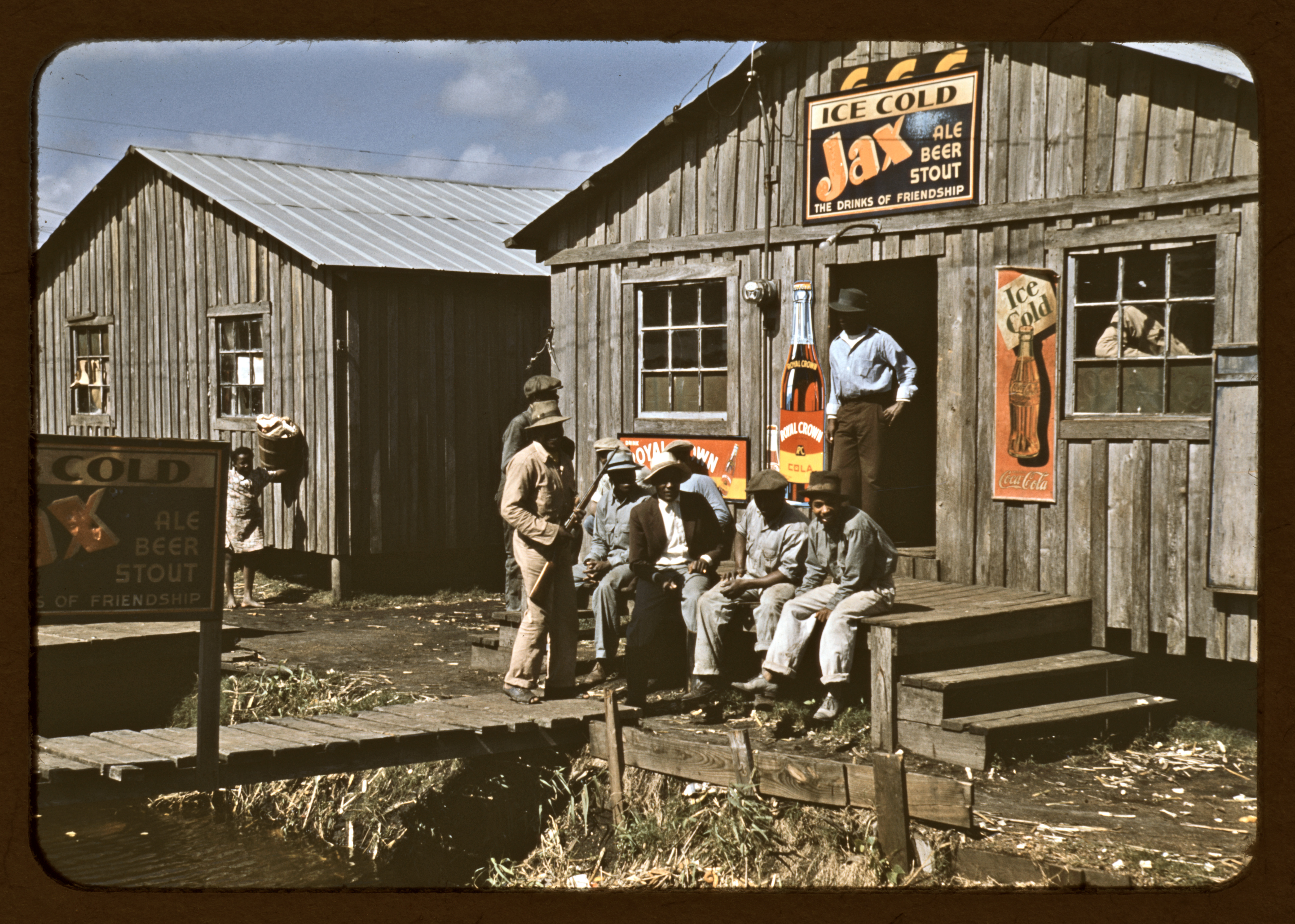
Un Juke Joint de la década de 1940.

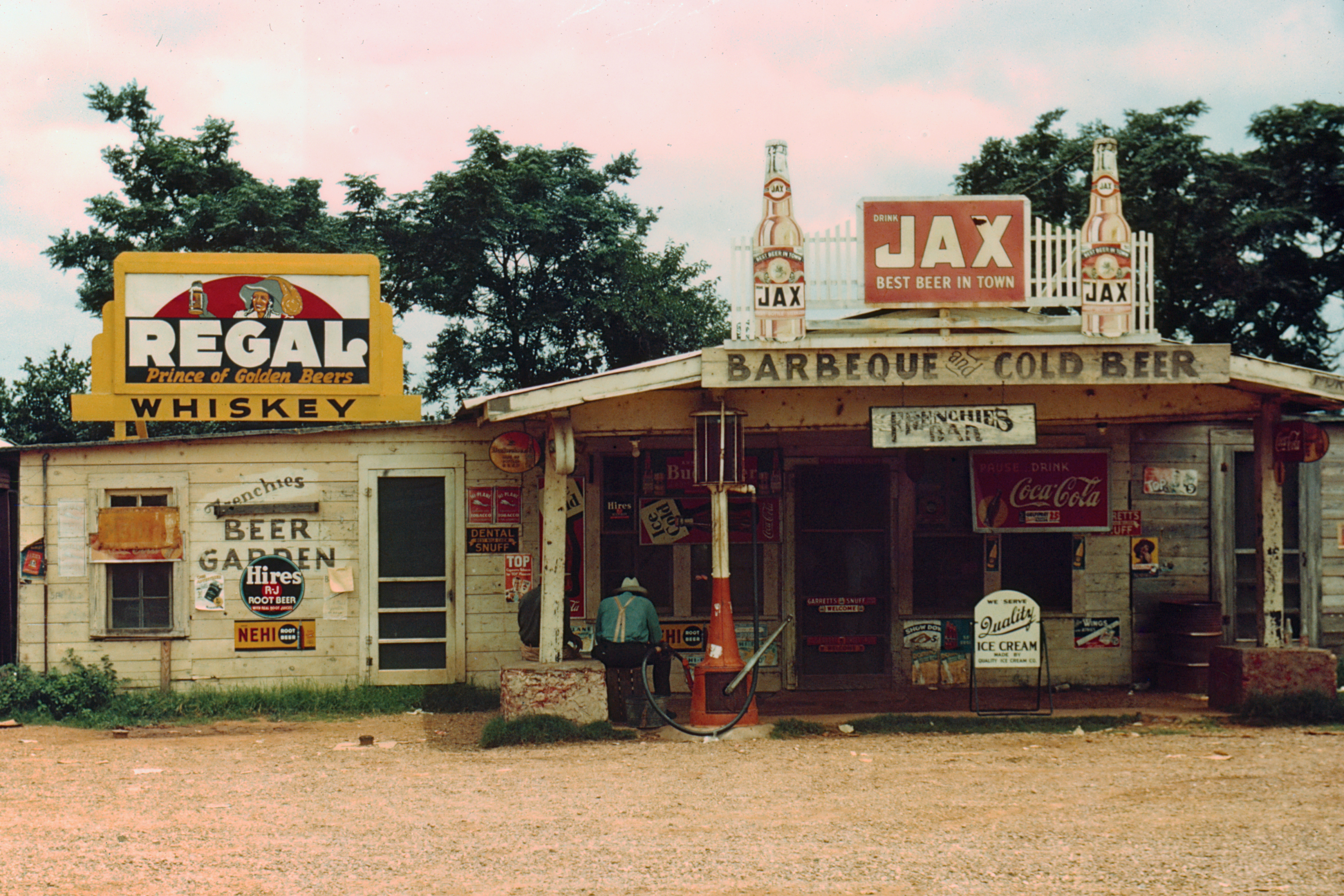
Una tienda (cross roads store), un bar ("juke joint") y una gasolinera (gas station) en el área de plantaciones de algodón dentro del área de Melrose, Los Ángeles.

Un Juke joint (o jook joint) se trata de un establecimiento donde se sirven bebidas, se puede bailar, apostar, servir alimentos, etc. Es un local de dimensiones reducidas. Es muy habitual en el Sur de Estados Unidos en las localidades donde las poblaciones de afroamericanos son frecuentes. Este tipo de establecimiento suelen encontrarse en las encrucijadas de carreteras (cross roads store).

## Etimología
Se cree que la palabra juke joint proviene del dialecto criollo del sur de Estados Unidos denominado Gullah (proveniente de la mezcla de inglés y lenguas de África), y que puede provenir etimológicamente de joog o jook que significa jaleo, bulla. Algunos autores sugieren que la palabra puede provenir de idiomas africanos de occidente, en concreto de la palabra dzugu que significa demoníaco. La palabra es muy habitual en el lenguaje coloquial de Estados Unidos y ha dado lugar a denominaciones como "jukebox".

## Características
Estos establecimientos se suelen encontrar ubicados en las poblaciones del sur de Estados Unidos. Por regla general, en las intersecciones de las carreteras regionales. Suelen ser de pequeñas dimensiones y los más clásicos se elaboran a base de maderas parcheadas, recubiertos con cartón, madera, hojalata, etcétera. En algunos de ellos se servían bebidas alcohólicas destiladas de forma artesanal. En estos locales se suele poner música, generalmente de músicos itinerantes. El estilo de música es generalmente blues. Este tipo de locales ha tenido mucha influencia en la cultura negra estadounidense y en la música blues, de forma similar a otros tipos de establecimientos, como los honky tonks o los barrelhouse.

## Aparición en películas
- En la película de El color púrpura (The Color Purple), dirigida por Steven Spielberg en 1985, aparece una taberna de este tipo, llamada Harpo's. En Crossroads (1986), de Walter Hill, los protagonistas también alternan en una juke.[4]